# Centrale thermique de Tarong
La centrale thermique de Tarong est une centrale thermique en Queensland en Australie. Elle est alimentée en charbon par la mine de Meandu située à proximité.